# Drosanthemum pulchrum
Drosanthemum pulchrum là một loài thực vật có hoa trong họ Phiên hạnh. Loài này được L.Bolus mô tả khoa học đầu tiên năm 1934.